# Sancho (nombre)
Sancho es un nombre masculino, y posteriormente apellido, de demostrado origen geográfico en área vasca y, debido a su amplia expansión posterior, considerado castellano de forma poco matizada.
Su etimología es oscura y discutida, para algunos del latín sanctus ("santo"), para otros del vasco Santxo o Sancho, Santzo, Santso, Antxo o Ancho, Antso, o bien Antzo  En latín es Sancius o Sanctius, que a veces se castellaniza como Sancio. Era muy popular en los reinos cristianos medievales, a ambos lados de los Pirineos, especial y primariamente en el reino de Navarra.
En relación con esta preferencia geográfica antigua navarra es interesante constatar cómo el antropónimo se registra primaria y documentalmente en áreas de influencia lingüística vasca ya en el siglo IX a ambos lados de los Pirineos.
Después se ve con nitidez que el nombre se va extendiendo tempranamente a partir de Navarra hacia la península y siempre acompasado con los cruces matrimoniales de la casa real navarra.
Es fácil comprobar ese hecho de la progresión del nombre en las casas reales peninsulares a partir de la Casa Real Jimena de Navarra observando la cronología de las mismas en el apartado de este mismo artículo Reyes y otros títulos de soberanía, tal como se exponen abajo.
Efectivamente, se comprueba comparando esas fechas con los datos que aporta la diplomática que la adopción masiva del nombre Sancho-Sancha por las gentes en los distintos pueblos de los reinos peninsulares en la Edad Media seguía a la llegada a las respectivas cortes de alguna princesa navarra como esposa del rey. Bien ellas mismas se llamaban Sancha, o bien bautizaban como  Sancho o Sancha a su descendencia, dado el prestigio y el amplio uso del nombre en la corte navarra.
El origen geográfico, en el área pirenaica y concretamente en el lado navarro vascónico, es por lo tanto claro si nos atenemos a la documentación diplomática. Otra cuestión es la etimología que puede ser explicada a partir del sanctus latino. No obstante, el argumento del origen geográfico es potente y orienta a que el término sea de origen vasco o bien latino vasconizado.
Relacionados con el antropónimo original se hallan:
- Sancho, sin variación, pero usado como apellido patronímico.
- Sancha, su nombre femenino derivado, también usado como patronímico.
- Sánchez, su apellido derivado como patronímico. Esta forma superó ampliamente en número a las dos anteriores como apellido. La latinización de Sánchez es también Sancius (por ejemplo, Franciscus Sancius Brocensis para Francisco Sánchez de las Brozas, el Brocense).